# 키노 마코토

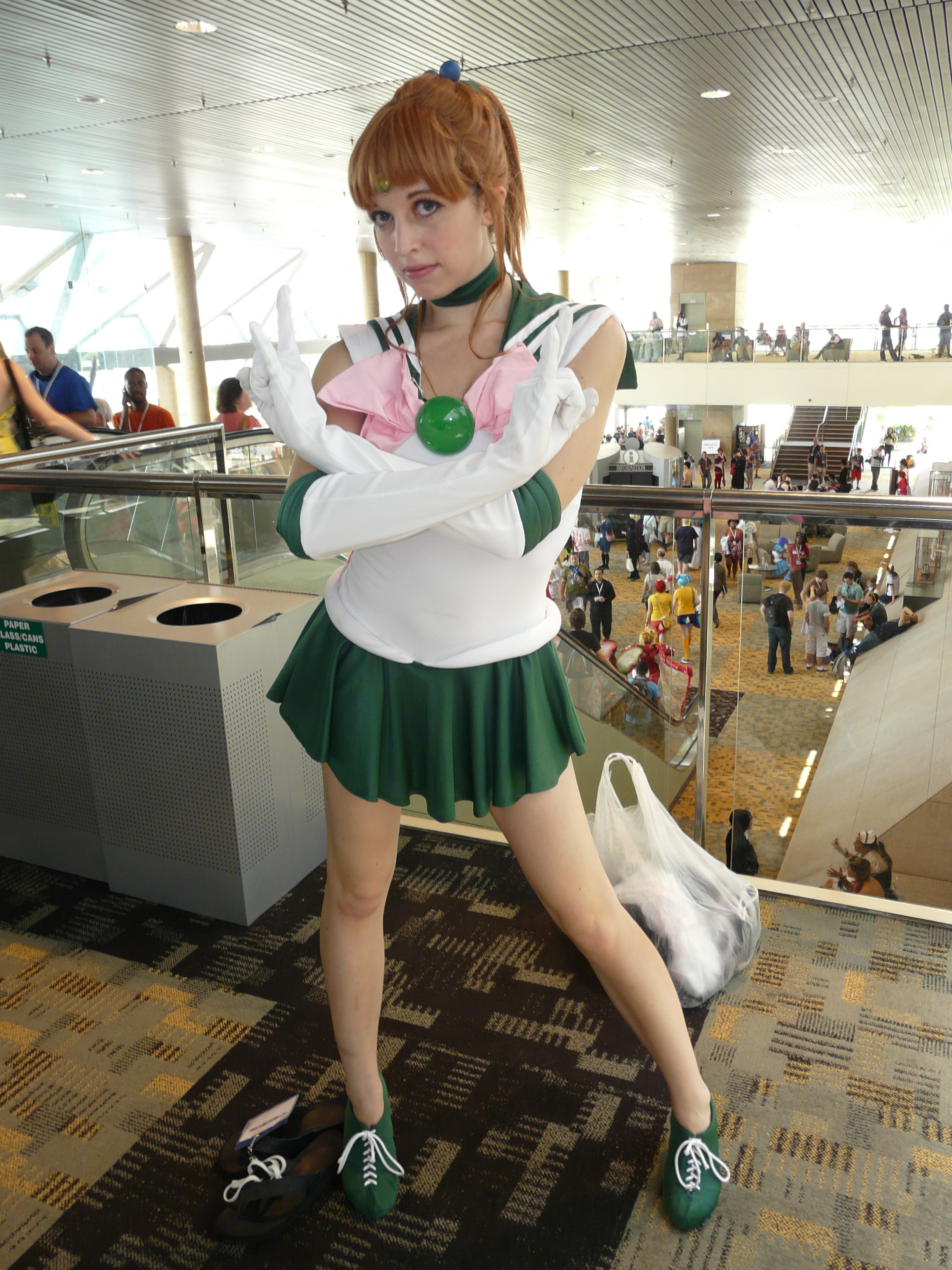

키노 마코토(木野まこと)(국내명: 리타)는 타케우치 나오코의 만화작품인 《미소녀전사 세일러문》에 등장하는 가공의 인물이다. TV 애니메이션 판에서 목소리를 맡은 성우로는, 일본에서 시노하라 에미, 한국에서 최문자(KBS)/정미숙(대원방송)이다. 실사판에서는 아자마 뮤우가 연기했다.

## 인물
세일러 쥬피터로 변신한다. 애니메이션에서의 첫 등장은 제25화 「사랑에 빠진 괴력소녀, 쥬피터쨩」이었다. 체격이 크고 완력이 세며 남자말투를 쓰나, 실제로는 마음 착하고 지극히 여성적인 소녀. 극단적으로 남자에게 잘 반하는 성격의 소유자로, 실연 당한 선배와 부분적으로 닮았다는 이유 만으로도 주위가 안 보이게 될 정도이다.
어린 시절에 부모를 사고로 여의어, 일찍부터 혼자 살아 왔으며, 요리, 원예 등에 능하다. 성적은 우사기를 약간 상회하는 수준으로 그다지 좋지 않으나, 가정 성적만은 좋다. 쥬반 중학교에 전학해 왔으나 체격이 커서 사이즈가 맞지 않는다는 이유로 전학오기 전 학교의 교복을 입고 있다. 갈색 곱슬머리를 포니 테일로 묶은 헤어스타일이다. 귀에는 장미 귀걸이를 하고 있다(변신 후에도 변하지 않는다). 세일러 전사 5명 중에서 파워에 있어서는 가장 자신을 가지고 있으며, 멤버 중에서 유일하게 적에게 육탄전을 시도한 적도 있다. 애니메이션의 『세일러문 S』통산 제105화에서는, 과거에 적에게 힘으로 졌던 것이 분해서였는지, 산으로 들어가 수행에 전념하는 지기 싫어하는 일면을 보이고 있다.
매우 일관적인 성격으로, 반한 인간을 금방 믿어버리는 구석이 있다. 옛날에 실연 당한 선배(원작에서의 이름은 「니쵸우기」)가 있었다고 하나, 본인의 언동이 매번 바뀌어 그 인물상은 특정되지 못했고 결국 원작/애니메이션 양쪽에도 등장하지 않았다. 또, 어린 시절에 부모를 비행기사고로 여의어, 그 트라우마로부터 비행기를 싫어한다. 그러나 애니메이션 마지막 시리즈인 『세일러 스타즈』 제188화에서 아이돌 그룹 쓰리 라이츠와의 야간 비행 투어에 우사기를 제외한 나머지 3명과 함께 참가하여 아무렇지도 않게 제트기를 타고 있었다. 또 사소한 일로 아이노 미나코와 때때로 대립(제65화, 제154화)하기도 한다.
이름의 의미는 '나무의 진실'

## 세일러 쥬피터
목성을 수호성으로 삼는 벼락과 용기의 전사.
특별장비로서 티아라에 뇌격 제어용으로 보이는 안테나가 내장되어 있다.
각축전에 있어서는 파워계.
「온몸이 저리도록 후회하게 해주마!」「목성을 대신하여 혼내주겠다!」같은 등장 대사가 있기는 하나, 거의 쓰이는 일은 없다. 원작 제3기의 등장대사는 「벼락의 별! 목성을 수호로 삼는 보호의 전사! 세일러 쥬피터 등장!」이었다. 이미지 컬러는 녹색과 장미색.
원작 제4부에서는 목성의 프린세스로서 이오 캐슬이라는 성을 가지고 있는 것으로 나왔다.
비고
전투에 있어서는 세일러 팀의 중심으로서 그려지는 경우도 많고, 필살기를 쓰는 싸움 뿐 아니라 각축전도 해내는 「전사」로서의 측면이 강조되는 부분이 많다. 파괴력 높은 공격기는 적을 향한 공격보다도 아지트 침입시 등의 파괴용으로 많이 쓰였으나, 종반에는 그런 묘사가 생략되어 갔다.
쥬피터＝유피테르는 로마 신화의 주신, 그리스 신화의 제우스에 상당하며, 벼락이 그의 무기다. 또한 「선배와 꼭 닮았어」로 유명한 금방 반해버리는 성격이, 애인 많은 제우스의 호색적 성격에서 유래한다. 목성은 태양계에서 제일 큰 행성으로 중력도 가장 큰데, 세일러 쥬피터가 체격 큰 괴력 소녀로 설정되어 있는 것은 이 사실에 기인한다. 귀걸이 등 장미 아이템과 이미지 컬러, 제4기의 심볼 아이템인 쥬피터 오크나 그것을 활용한 「오크 에볼루션」은 중국명 「목성」의 오행「목(木)」의 이미지에서 따온 것이다(벼락도 『목』에 들어간다). 「코코넛 사이클론」은 여기에 덧붙여, 목성의 외관상 특징인 대적점이 목성 대기권의 「태풍」에 상당하는 기상현상이라는 사실에 기초한다.

### 신분
- 쥬반 중학교 학생
- 쥬반 고등학교 학생
- 세일러 쥬피터

### 아이템
- 변신 펜
  - 제1기에서 사용했던 변신 펜. 색은 녹색.
- 피뢰침 내장 티아라(원작, 애니메이션)
  - 초기의 티아라. 중심에서 피뢰침이 나와서 공중의 전기를 모아 애니메이션의 「슈프림 썬더」나, 신장판 원작의 「쥬피터 썬더 볼트」등의 전격기를 구사한다.
- 장미 체인 벨트(실사판, 신장판 원작)
  - 세일러 쥬피터의 허리에 달려 있는 체인 벨트. 중앙의 구슬 부분에는 장미 꽃잎이 들어 있다. 이 체인 벨트는 신장판 원작에서도 그려졌다.
- 스타 파워 스틱(원작 제2기, 애니메이션 R 중기~SuperS 초기)
- 플래닛 립 롯드(원작 제3기)
- 크리스탈 체인지 롯드(애니메이션 SuperS 중기 이후）
- 쥬피터 크리스탈(원작)
- 쥬피터 오크잎 관(원작 제4기 이후)
- 변신 휴대전화 텔레티아S(실사판)
- 은 팔찌(실사판)
- 쥬얼리 스타 브레스릿(실사판)
  - 실사판의 변신 아이템. 중앙의 보석은 녹색.
- 세일러 스타 탬버린(실사판)
- 쥬피터 스피어(실사판)
  - 세일러 스타 탬버린이 변화한 커다란 창.
- 스타 시드

### 변신주문
- 쥬피터 파워 메이크 업!
- 쥬피터 스타 파워 메이크 업!
- 쥬피터 플래닛 파워 메이크 업!(원작 제3기)
- 쥬피터 크리스탈 파워 메이크 업!

### 공격주문
- 슈프림 썬더(원작만화, 애니메이션, 실사판 전부 등장. 제1기 이후)
- 슈프림 썬더 드래곤(제2기)
- 스파클링 와이드 프렛셔(제2기부터)
- 슈퍼 슈프림 썬더(애니메이션 제4기에서 단 한번 사용)
- 쥬피터 오크 에볼루션(제4기)
- 쥬피터 코코넛 싸이클론(원작 제3기)
- 플라워 허리케인(원작 제1기, 실사판)
- 쥬피터 썬더 볼트(실사판)
- 자폭(실사판. 명칭 불명)

## 같이 보기
- 제우스
- 토르